# Emir
 Die Bezeichnung Emir (im europäischen Raum emīr ausgesprochen, über niederländisch emier 1728 ins Deutsche vermittelt; von arabisch أمير, DMG amīr, wie Admiral, abgeleitet vom Verbalstamm أَمَرَ, DMG amara ‚befehlen‘, über türk. emir) bedeutet „Befehlshaber“, „Herrscher“, „Fürst“, „Stammesfürst“, auch „Gouverneur“, und wird oder wurde entsprechend in mehreren islamischen Ländern verwendet. Weitere Träger dieses Titels sind nicht-regierende Mitglieder arabischer Herrscherhäuser, die selbst keine besonderen Machtbefugnisse besitzen oder die Herrscherhäusern in Ländern angehören, in denen die Monarchie nicht mehr besteht. Die deutsche Entsprechung ist in diesem Fall in der Regel der Begriff Prinz.

## Abgeleitete Begriffe
Das Wort Admiral stammt von arabisch أمير البحر, DMG amīr al-baḥr ‚Befehlshaber zur See‘.
Der Titel Ammiratus (auch in der Steigerungsform ammiratus ammiratorum) für einen hohen Beamten im normannischen Sizilien ist ebenfalls von amīr abgeleitet.
Von Emir ist auch der persische, kurdische und indische Titel Mīr abgeleitet, der den Anführer einer Gruppe oder eines Stammes bezeichnet.

## Geschichte
Seit der Zeit des zweiten Kalifen Omar war amīr al-muʾminīn („Befehlshaber der Gläubigen“) der Ehrentitel der islamischen Kalifen. Im Maghreb ist dies seit den Almoraviden im 11. Jahrhundert ein Herrschertitel und hat sich bis heute als einer der Titel für die Sultane und Könige in Marokko erhalten. In der weiteren frühislamischen Zeit befehligte ein Emir eine muslimische Soldatentruppe; nach Eroberungen nahm er dann den Platz des dortigen Gouverneurs ein. Mit zunehmender Macht herrschten später einige Emire mehr oder weniger souverän (Emirat), unterstanden aber weiterhin dem Kalifen. Unter den Abbasiden war amīr al-umarāʾ („Befehlshaber der Befehlshaber“) der Titel des Oberbefehlshabers. Im Osmanischen Reich hatte er die Bedeutung des Gouverneurs einer Großprovinz.
Im Gebiet des heutigen Afghanistan wurde die Bezeichnung Amir für die Herrscher des 18. und 19. Jahrhunderts verwendet, bis Amanullah Khan im Jahr 1926 diesen Titel abschaffte. Die Taliban führten den Begriff Emir ab 1996 dort wieder ein und Mullah Mohammed Omar war Amir des (international kaum anerkannten) Islamischen Emirats Afghanistan.
Als Transjordanien 1921 als neues Staatsgebilde entstand, wurde es ein Emirat. Das Land war nur halb-souverän, da es als britisches Protektorat ins Leben gerufen wurde. Mit der Entlassung in die Unabhängigkeit 1946 wurde es zum Königreich erhoben.
Auf der Arabischen Halbinsel wurde im Zuge des Übergangs von der britischen Protektoratsherrschaft zur Unabhängigkeit 1959 die Föderation der Arabischen Emirate des Südens im südlichen Jemen gebildet, die tatsächlich nicht nur aus Emiraten, sondern auch Sultanaten und Scheichtümern bestand. Diese Föderation wurde 1967 revolutionär beseitigt. 1961 wurde das Emirat Kuwait unabhängig, 1971 Katar, Bahrain und die Vereinigten Arabischen Emirate. Bahrain wurde 2002 von seinem Herrscher zum Königreich proklamiert.

## Heutige Emirate
Folgende souveräne Emirate existieren seit dem Ende der britischen Oberherrschaft demnach heute noch im arabischen Raum:
- das Emirat Kuwait seit 1961
- das Emirat Katar seit 1971
- die Vereinigten Arabischen Emirate seit 1971

Das Islamische Emirat Afghanistan wurde 2021 von den Taliban ausgerufen. Es existierte bereits von 1996 bis 2001. 
Daneben bestehen im nördlichen Nigeria bis heute formal noch zahlreiche subnationale Emirate, so zum Beispiel das Emirat von Kano, das Emirat von Ilorin und das Emirat Gwandu. Die Emire, die nach der Errichtung des britischen Protektorats Nordnigeria (1900) im Amt belassen wurden, waren bis 1960 für die Jurisdiktion und die Verhängung von Strafen zuständig.